# 张柏荣
张柏荣（1938年—2012年）是一名江苏无锡的男性天文学家，曾担任中国科学院云南天文台台长和中国天文学会副理事长。